# Dorpsklok Gasselternijveen
De dorpsklok van Gasselternijveen is een monumentaal bouwwerk aan de Hoofdstraat in de Drentse plaats Gasselternijveen.

## Geschiedenis
In 1928 nam de vereniging Plaatselijk Belang in Gasselternijveen het initiatief om een dorpsklok, aangesloten op het lichtnet, in het dorp te plaatsen. Er werd geld verzameld onder de plaatselijke bevolking om de klok te financieren. Het eerste plan om de klok te plaatsen op de toren van de hervormde kerk ter plaatse leed schipbreuk, omdat het kerkbestuur dan tevens de eigenaar van de klok wilde worden. Die eis was voor Plaatselijk Belang onaanvaardbaar. Het tweede plan om de klok te plaatsen op een nog te bouwen torentje op het gemeentehuis leed eveneens schipbreuk. Hoewel het gemeentebestuur het initiatief toejuichte, wees de gemeenteraad het plan af vanwege de ellendige financiële toestand van de toenmalige gemeente Gasselte. Uiteindelijk werd in de loop van 1931 besloten om de klok te plaatsen op een duiker in de dam over de Vaart. Op een bordje staat dat de klok door de bevolking is geschonken op 6 december 1931, feitelijk vond de ingebruikneming ruim twee weken later plaats, op 24 december 1931.
De klok is ontworpen door de architect Bulder. In 1939 werd de klok, na de demping van de Vaart verplaatst en kwam op een nieuwe, door de architect Aalders ontworpen, sokkel te staan op de hoek van de Hoofdstraat en de Vaart. Nabij deze plaats was vroeger de haven van Gasselternijveen gesitueerd. Zowel de klok als de sokkel - feitelijk een muurtje - zijn vorm gegeven in een stijl verwant aan de Amsterdamse School. Na de opheffing van de gemeente Gasselte en de vorming van de nieuwe gemeente Aa en Hunze raakte de klok in verval. De vereniging Dorpsbelangen Gasselternijveen ontfermde zich over de klok. Daarop besloot de gemeente om de klok, alvorens deze over te dragen in 2003, eerst te restaureren.
De klok is erkend als een provinciaal monument onder meer vanwege de bijzondere geschiedenis, die de gemeenschapszin van een Drents dorp toont, de architectonische waarde van het ontwerp, de gaafheid en de zeldzaamheid van het monument. Ook herinnert het monument aan de scheepvaartgeschiedenis van het dorp Gasselternijveen.